# Faucherea urschii
Faucherea urschii är en tvåhjärtbladig växtart som beskrevs av Aubrev. Faucherea urschii ingår i släktet Faucherea och familjen Sapotaceae. Inga underarter finns listade i Catalogue of Life.